# Pavle Vukomanović
Pavle Vukomanović, hrvaški častnik in narodni heroj, * 26. junij 1903, † 13. junij 1977.

## Življenjepis
Leta 1937 je postal član KPJ in istega leta se je pridružil bojem na republikanski strani med špansko državljansko vojno; postal je poročnik. 
Leta 1941 se je pridružil NOVJ; med vojno je bil poveljnik več enot; nazadnje je bil obveščevalni častnik 6. korpusa.
Po vojni je bil na različnih štabnih dolžnostih v štabu armade.